# Michel Le Tellier
Michel Le Tellier marchese di Barbezieux e signore di Chaville (Parigi, 19 aprile 1603 – Parigi, 30 ottobre 1685) è stato un politico francese.

## Biografia

### La carriera a corte
Michel Le Tellier IV, figlio di Michel III, che proviene da una famiglia della borghesia commerciale, diventato membro del Parlamento di Parigi, ha ben presto grandi ambizioni. Occupa successivamente i posti di consigliere di stato al Gran Consiglio nel 1624, procuratore del re nello Châtelet di Parigi nel 1631, maître des requêtes (referendario al consiglio di stato) nel 1639, poi intendente di giustizia nell'armata del Piemonte nel 1640.
Viene nominato segretario di Stato per la guerra da Luigi XIII nel 1643 su consiglio di Mazzarino del quale è persona di fiducia e cliente.
All'epoca della Fronda viene incaricato dei negoziati con i principi ed è uno dei firmatari del trattato di Rueil (1649) che mette fine alla rivolta del Parlamento. Durante i due esili forzati di Mazzarino è il principale consigliere della reggente Anna d'Austria. In particolare, durante la Fronda nobiliare (1649 – 1653), quando il Mazzarino è costretto a Brühl (1651 – 1652), Michel le Tellier è uno dei suoi fedelissimi che consentono al cardinale di condurre la politica della Corte per corrispondenza.

### Il clan Le Tellier
Con tendenza al nepotismo crea un'importante rete di clienti che gli permetteranno di rinforzare il suo potere alla corte. Dietro consiglio di suo cognato Colbert de Saint-Pouange, assume al suo servizio il giovane Jean-Baptiste Colbert e per avere un suo uomo in un posto strategico, lo raccomanda nel 1651 al suo amico, il cardinale Mazzarino. Colbert fu dunque uno degli elementi del clan Le Tellier prima di creare il suo.
Nel 1660, Madeleine Fare, figlia di Michel Le Tellier, sposa il duca d'Aumont, il che permette alla famiglia di diventare nobile. Inoltre Michel Le Tellier accresce il patrimonio familiare acquistando anche il marchesato di Louvois nel 1656.
Dal 1662, sotto Luigi XIV, con l'aiuto del giovane figlio François Michel, inizia la riorganizzazione della struttura dell'esercito che sarà uno dei più potenti d'Europa.
Nel 1677 diventa cancelliere di Francia e fa in modo che suo figlio Louvois ottenga il posto di segretario di Stato alla guerra, rinunciando così a questa carica.
Grande avversario degli ugonotti, Le Tellier redige l'editto di Fontainebleau e spinge Luigi XIV a revocare l'editto di Nantes (18 / 22 ottobre 1685). Pochi giorni dopo, muore.
Luigi XIV disse di lui: «Mai uomo è stato miglior consigliere in ogni sorta d'affari».